# No Limits (Pornofilm)
No Limits ist ein Pornospielfilm des Regisseurs Nic Andrews aus dem Jahr 2003, der von der Firma Digital Playground produziert wurde und dessen Handlung an den Thriller The Game von David Fincher angelehnt ist.

## Handlung
Der Film beginnt damit, Adrian Willis zu zeigen, eine verheiratete Geschäftsfrau, die so von ihrer Arbeit eingenommen ist, dass sie nur wenig Zeit mit ihrem Ehemann Robert verbringen kann. Adrian arbeitet hart, um ihren Chef zu beeindrucken, dieser aber ignoriert ihre Arbeit und nimmt die Anerkennung für die von ihr erbrachte Arbeit bei einem entscheidenden Meeting für sich selbst in Anspruch. Als sie der Kollegin Denise davon erzählt, berichtet diese von einem früheren Job, bei dem sie mit ihrem Chef geschlafen hat, um ihn zu beeindrucken. Der Film zeigt dann diese erotische Szene in einem Flashback.
An seinem Geburtstag beschließt Robert, Adrian ein Geschenk zu machen. Ein Visitenkarte mit den Buchstaben „RCS“ beschrieben und der Anleitung diesen Ort zu besuchen. Adrian denkt, dass sie eine Verabredung für eine Eheberatung hat, aber als sie im RCS-Gebäude eintrifft, wird sie einer Reihe von physischen und psychischen Tests unterzogen, von denen der Eigentümer Mr. Friedkin behauptet, dass diese aus versicherungstechnischen Gründen notwendig sind. Einer der Tests beinhaltet, dass Adrian auf einen Monitor schaut, der Bilder und Worte enthält. Als die Bilder sexueller Natur werden, wird sie angeturnt und beginnt zu masturbieren.
Am nächsten morgen bekommt Adrian einen Anruf von RCS an ihrem Arbeitsplatz, der ihr mitteilt, dass sie aus Versicherungsgründen nicht als Kunde in Frage kommt. Adrian ist ein wenig verärgert und hinterlässt eine Nachricht für ihren Ehemann auf ihrem Mobiltelefon.
Am Ende des Tages verlässt Adrian als eine der letzten Personen das Gebäude und begegnet zufällig ihren Kolleginnen Alex und Jennifer. Sie beobachtet wie diese sich gerade in einem Bürowürfel einem lesbischen Akt hingeben. Adrian trifft dann später die Kollegin Alex im Aufzug auf ihrem Weg nach Hause. Der Aufzug bleibt stecken und Adrianne und Alex müssen aus ihm herausklettern. Als Adrian realisiert, dass sie ihre Handtasche und ihr Mobiltelefon im Aufzug vergessen hat, bittet sie Alex, sie im Auto nach Hause mitzunehmen.
Am nächsten Morgen bemerkt Adrian, dass Robert nicht zu Hause ist und überraschenderweise befinden sich ihre Tasche und ihr Mobiltelefon auf dem Küchentisch. Als sie die Tasche öffnet, findet sie Fotos, die ihren Ehemann zusammengeschlagen zeigen. Sie bekommt dann einen Anruf, in dem ihr mitgeteilt wird, dass sie zwei Tage Zeit hat, 100.000 US-Dollar aufzutreiben, ansonsten würde ihr Mann getötet werden. Adrian ruft Alex an und bittet sie vorbeizukommen, um zu sehen, ob sie ihr helfen kann. Allerdings stellt sich bald heraus, dass die Dinge anders sind, als sie scheinen und dass Alex hinter der Entführung steckt. Sie betäubt Adrian und bringt sie zu einem verlassenen Gebäude, wo sie gefesselt zusehen muss wie Alex Sex mit ihrem Ehemann hat. Alex hat zwei Komplizen und Adrian verführt einen der Männer, um zu entkommen.
Adrian rettet ihren Mann und sie rennen zum Dach des Gebäudes. Dann findet sie heraus, was wirklich vor sich geht und was dies alles mit ihrem Besuch bei RCS zu tun hat.

## Wissenswertes
- Der Film zeichnet sich durch einen hohen Produktionsstandard aus und ist mit Hollywood-Spielfilmen vergleichbar.
- Der Regisseur Nic Andrews hat auch die Filme Rush und Loaded gedreht.
- Die Sexszene mit Jessica Drake ist Jesse Janes Debütrolle.
- Das von Adrian im Film betrachtete Filmmaterial während der Tests stammt teilweise aus Island Fever mit Tera Patrick, ebenfalls von Digital Playground.
- Nic Andrews Kameraführung kommt in einigen Szenen der Arbeit der Regisseure Doug Liman (Go, Die Bourne Identität) und Jan De Bont sehr nahe, insbesondere in den Aufzugs- und Entführungsszenen.

## Kritiken
Das Kontori Magazin schreibt:„No Limit ist die pornografische Antwort auf den Spielfilm The Game von David Fincher und es ist eine verdammt gute.“  ("No Limits is the adult answer to David Fincher's The Game and a damned good one at that.")